# بدفوردشایر مرکزی
بدفوردشایر مرکزی (به انگلیسی: Central Bedfordshire) یک منطقهٔ مسکونی در بریتانیا است که در بدفوردشر واقع شده‌است.